# 大阪府立出来島支援学校
大阪府立出来島支援学校（おおさかふりつ できじま しえんがっこう）は、大阪市西淀川区にある公立の特別支援学校。

## 概要
知的障害者対象の特別支援学校として、2024年度に開校した。小学部・中学部・高等部を併設する。校地は、閉校となった大阪府立西淀川高等学校のものを転用している。
校名の「出来島」は、学校所在地の地名から取られた。学校所在地周辺の地名の出来島は、江戸時代の1688年に新田開発された「出来島新田」に由来する。出来島新田は、「出来のよい島」だったことからこの地名が命名された経緯がある。出来島の地名が、児童・生徒が「できる」というイメージにもつながることや、比較的易しい漢字で構成されていることも考慮されている。

## 沿革
大阪府では特別支援学校の入学希望者増加や、既存の特別支援学校の過密化などを受け、特別支援学校の整備方針を検討していた。大阪府教育委員会は2020年2月18日、西淀川区に「もと西淀川高校を活用した新たな知的障がい支援学校」を新設する構想を発表した。新校は、西淀川高等学校の既存校舎を改修した上で、特別支援学校の校舎に転用するとした。
大阪府教育委員会は2023年6月27日、新設支援学校の校名案を「大阪府立出来島支援学校」とすると報道発表した。大阪府議会で関連条例の改正案が審議され、2023年10月20日の大阪府議会で、大阪府立出来島支援学校の設置にかかる条例改正案が成立した。
大阪府立出来島支援学校は2024年1月1日付で設置され、同年4月1日付で開校した。

### 年表
- 2020年2月18日 - 大阪府教育委員会、新設支援学校の整備計画を公表。
- 2023年6月27日 - 大阪府教育委員会、大阪府立出来島支援学校の校名案を公表。
- 2023年10月20日 - 大阪府議会で学校設置にかかる条例改正案が可決・成立。
- 2024年1月1日 - 大阪府条例により、大阪府立出来島支援学校を設置。
- 2024年4月1日 - 開校。

## 通学区域
- 大阪市 北区、福島区、此花区、西淀川区[6]。

## 交通
- 阪神なんば線 出来島駅 南西へ約750ｍ
- 大阪シティバス 出来島停留所 南西へ約400ｍ